# دهانه پاپیگای
دهانه پاپیگای (انگلیسی: Popigai crater) یک دهانه یا ساختار برخوردی در سیبری روسیه است. این دهانه چهارمین دهانهٔ برخوردی بزرگ تأیید شده بر روی زمین است.
نزدیک به ۳۵ میلیون سال پیش و در خلال دورهٔ ائوسن پسین، برخورد یک آذرگوی بزرگ این دهانه را به قطر ۱۰۰ کیلومتر (۶۲ مایل) ایجاد کرد.